# Acacia adenocarpa
Acacia adenocarpa é uma espécie de leguminosa do gênero Acacia, pertencente à família Fabaceae.